# Stadio Barão de Serra Negra
Lo stadio Barão de Serra Negra (in portoghese Estádio Barão da Serra Negra) è un impianto sportivo brasiliano situato a Piracicaba, nello stato di San Paolo. Ospita le partite interne del XV de Piracicaba.
È intitolato a Francisco José da Conceição, barone della Serra Negra, politico e proprietario terriero del XIX secolo.

## Storia
La sua costruzione fu autorizzata con la legge 924 del 24 novembre 1960. I lavori, iniziati nel 1961, terminarono nel 1965. Fu inaugurato il 4 settembre dello stesso anno con una partita contro il Palmeiras terminata 0-0.
Nel 2007 l'impianto fu parzialmente riammodernato.